# Cikoneng (Anyar)
Cikoneng is een bestuurslaag in het regentschap Serang van de provincie Banten, Indonesië. Cikoneng telt 5695 inwoners (volkstelling 2010).